# Ieva Januškevičiūtė
Ieva Januškevičiūtė (Vilnius, 22 september 1994) is een Litouwse alpineskiester. Ze nam tweemaal deel aan de Olympische Winterspelen, maar behaalde geen medaille.

## Carrière
Januškevičiūtė maakte haar wereldbekerdebuut in februari 2014 tijdens de slalom in Kranjska Gora. Ze behaalde nog nooit punten in een wereldbekermanche.
In 2014 nam Januškevičiūtė een eerste maal deel aan de Olympische Winterspelen 2014. Ze was hiermee de eerste Litouwse alpineskiester ooit op de Olympische Winterspelen. Zowel in de slalom als de reuzenslalom haalde ze de finish niet.

## Resultaten

### Wereldkampioenschappen
| Jaar | Plaats            | Resultaten                   |
| ---- | ----------------- | ---------------------------- |
| 2013 | Schladming        | 72e Reuzenslalom DNF1 Slalom |
| 2015 | Vail/Beaver Creek | 59e Slalom DNF1 Reuzenslalom |
| 2017 | Sankt Moritz      | 62e Reuzenslalom DNF1 Slalom |

### Olympische Spelen
| Jaar | Plaats      | Resultaten                    |
| ---- | ----------- | ----------------------------- |
| 2014 | Sotsji      | DNF1 Slalom DNF2 Reuzenslalom |
| 2018 | Pyeongchang | 43e Slalom 54e Reuzenslalom   |